# Гвардиола II (Латина)
Гвардиола II је насеље у Италији у округу Латина, региону Лацио.
Према процени из 2011. у насељу је живело 95 становника. Насеље се налази на надморској висини од 3 м.